# Joeropsis arpedes
Joeropsis arpedes är en kräftdjursart som beskrevs av Brian Frederick Kensley och Marilyn Schotte 2002. Joeropsis arpedes ingår i släktet Joeropsis och familjen Joeropsididae.
Artens utbredningsområde är Seychellerna. Inga underarter finns listade i Catalogue of Life.